# اسپیتالتو
اُسپیتالتو (به ایتالیایی: Ospitaletto) یک کومونه در ایتالیا است که در استان برشا واقع شده‌است. اسپیتالتو ۸ کیلومتر مربع مساحت و ۱۴٬۲۱۷ نفر جمعیت دارد.